# Trisetaria vaccariana
Trisetaria vaccariana är en gräsart som först beskrevs av René Charles Maire och Marc Weiller, och fick sitt nu gällande namn av René Charles Maire. Trisetaria vaccariana ingår i släktet Trisetaria och familjen gräs. Inga underarter finns listade i Catalogue of Life.